# Jožef Mercina
Jožef Mercina (partizansko ime Gino), slovenski politik in gospodarski delavec, * 7. april 1920, Kopriva, Sežana, † 9. januar 1983, Sežana. 

## Življenje in delo
Po končani ljudski šoli je postal vajenec v trgovini v Senožečah in tu ostal do vpoklica v italijansko vojsko. Po kapitulaciji Italije se je septembra 1943 vrnil domov v Koprivo in se pridružil partizanom v 
Kosovelovi brigadi. Oktobra 1943 so ga dodelili centralnemu okrožnemu komiteju Komunistične partije Slovenije za Kras. Tu je z Miroslavom Pahorjem urejal Tedenski pregled dogodkov in dnevne Radijske vesti. 
Po osvoboditvi je delal kot tajnik okraja Sežana, nato je postal sekretar okrožnega komiteja Komunistične partije Slovenije v Tržiču. Po okrevanju po prestani operaciji je postal direktor konzorcija gostilničarjev za Trst in okolico, kasneje pa vodja avto-parka na Hrvaškem. Januarja 1951 je postal pomočnik direktorja v tovarni Pletenin v Sežani, avgusta istega leta pa se je zaposlil v tedanjem okrajnem skladišču v Sežani, ki se je kasneje preimenovalo v podjetje Preskrba. Leta 1955 je pri Preskrbi postal vodja komerciale in na tem delavnem mestu ostal do upokojitve 1975. Mercina je bil vsa leta po osvoboditvi aktiven član raznih političnih odborov v Komnu in Sežani. 
Prejel je več priznanj in odlikovanj.